# Aradi igazságügyi palota
Az aradi igazságügyi palota műemlék épület Romániában, Arad megyében. A romániai műemlékek jegyzékében az AR-II-m-B-00532 sorszámon szerepel.

## Története
Az eredeti palotát a 19. század második felében építették a korszak stílusában, az osztrák-magyar birodalom idején. Az épületet az igazságszolgáltatás központjaként tervezték és építették, hogy helyet adjon a város bíróságainak és jogi intézményeinek.
Az aradi igazságügyi palota később nemcsak jogi intézményeknek, hanem a város történelmi eseményeinek is színhelyévé vált. Az egyik legjelentősebb esemény, ami az épületben történt, az 1848-49-es forradalom és szabadságharc idején történt. Itt tartották a tizenhárom aradi vértanú tárgyalását is.